# Sons of Apollo
Sons of Apollo byla americká progresivní metalová superskupina. Vznikla roku 2017 v sestavě Jeff Scott Soto (zpěv), Ron „Bumblefoot“ Thal (kytara), Billy Sheehan (baskytara), Derek Sherinian (klávesy) a Mike Portnoy (bicí). Členové skupiny v rozhovorech uváděli, že nejde o vedlejší projekt, ale klasickou skupinu na plný úvazek. Své první studiové album s názvem Psychotic Symphony kapela vydala v říjnu 2017.
Dne 13. října 2023 Thal potvrdil, že se kapela rozpadla, a řekl: „Když pandemie vypukla, nebyli všichni na palubě, aby ji mohli posouvat kupředu a dělat s ní více. Doufám, že si to všichni užili."

## Členové

### Aktuální členové
- Jeff Scott Solo – zpěv, akustická kytara (2017–2023)
- Ran „Bumblefoot“ Thal – kytary, doprovodný zpěv (2017–2023)
- Billy Sheehan – baskytara, doprovodný zpěv (2017–2023)
- Mike Portnoy – bicí, doprovodný zpěv (2017–2023)
- Derek Sherinian – klávesy, syntezátory (2017–2023)

### Hostující členové na turné
- Felipe Andereoli – baskytara (2022)

## Diskografie

### Studiová alba
- 2017 − Psychotic Symphony
- 2020 − MMXX

### Živá alba
- 2019 − Live with the Plovdiv Psychotic Symphony